# Phyllophaga romana
Phyllophaga romana är en skalbaggsart som beskrevs av Saylor 1946. Phyllophaga romana ingår i släktet Phyllophaga och familjen Melolonthidae. Inga underarter finns listade i Catalogue of Life.